# 石川工業高等専門学校
石川工業高等専門学校（いしかわこうぎょうこうとうせんもんがっこう、英: National Institute of Technology, Ishikawa College (NIT, Ishikawa College)）は、石川県河北郡津幡町北中条にある国立の高等専門学校。1965年（昭和40年）に設置された。通称は「石川高専（いしかわこうせん）」や「石高専、石工専（いしこうせん）」と表記されることもある。私立の金沢高専（現・国際高等専門学校）に対して、「国立高専（こくりつこうせん）」、「国高専（こっこうせん）」と呼ばれることもある。
1999年（平成11年）高専ロボコン全国大会で準優勝。2010年（平成22年）全国高等専門学校プログラミングコンテストで優勝。

## 沿革
- 1965年（昭和40年）
  - 4月 - 石川工業高等専門学校設立（機械工学科、電気工学科、土木工学科の3学科）
  - 4月24日 - 開校[1]。
- 1966年（昭和41年）- 新校舎へ移転
- 1970年（昭和45年）4月 - 建築学科設置
- 1983年（昭和58年）- 外国人留学生受入開始
- 1985年（昭和60年）- 編入学生受入開始
- 1987年（昭和62年）4月 - 電子情報工学科設置
- 1994年（平成6年）4月 - 土木工学科を環境都市工学科に改組
- 1996年（平成8年）4月 - 推薦入学受入開始
- 2000年（平成12年）4月 - 専攻科設置（電子機械工学専攻、環境建設工学専攻の2専攻）
- 2004年（平成16年）4月 - 独立行政法人化により独立行政法人国立高等専門学校機構の設置する高等専門学校となる
- 2006年（平成18年）- 創造工学教育プログラムがJABEE認定を受ける、津幡町と連携協定締結
- 2007年（平成19年）- 杭州職業技術学院（中国）と交流協定締結、石川県と再就職支援協定締結
- 2008年（平成20年）- 内灘町・金沢市と連携協定締結
- 2009年（平成21年）- 大連職業技術学院（中国）と交流協定締結
- 2012年（平成24年）
  - - 大連工業大学（中国）と交流協定締結
  - 7月4日 - 正門改修整備完成披露式
- 2013年（平成25年）- 正玄関・中庭築山改修整備
- 2014年（平成26年）- 学生玄関改修整備
- 2015年（平成27年）11月5日 - 「高専教育之碑」の除幕式

## 設置学科

### 本科（準学士課程）
- 機械工学科 (通称: M科)
- 電気工学科 (E科)
- 電子情報工学科 (I科)
- 環境都市工学科 (C科)
- 建築学科 (A科)

### 専攻科（学士課程）
- 電子機械工学専攻
- 環境建設工学専攻

## 学校行事
- 本科1年生合宿研修（4月）
- 春季球技大会（5月）
- 秋季球技大会（10月）
- 紀友祭（文化祭）（11月）
- 本科4年生研修旅行（10月）

## 対外関係

### 他大学との協定

#### 国内大学
- 放送大学学園と単位互換協定を結んでおり、放送大学で取得した単位を卒業に要する単位として認定することができる[2]

## 所在地
〒929-0392 石川県河北郡津幡町北中条タ1

## アクセス

### 鉄道
- JR西日本七尾線・IRいしかわ鉄道「津幡駅」で下車、徒歩約15分、タクシー5分。

### 自動車
- 北陸自動車道金沢森本ICから国道8号を富山方面に約10分。

## 著名な出身者
- 石田政吾（競艇選手）
- ヴォ・チョン・ギア（建築家、シンガポール工科デザイン大学客員教授）
- 丹羽隆志（建築家、日越大学客員研究員）
- 村井祐一（工学者、北海道大学教授）
- 宮田一輝（工学者、金沢大学助教）
- 高嶋頌介（建築家）
- 稲葉敦志（ゲームクリエイター）
- 小竹凱（衆議院議員）

## 著名な教職員
- 今村充夫（民俗学者、歌人）- 本校講師を歴任